# 4MATIC

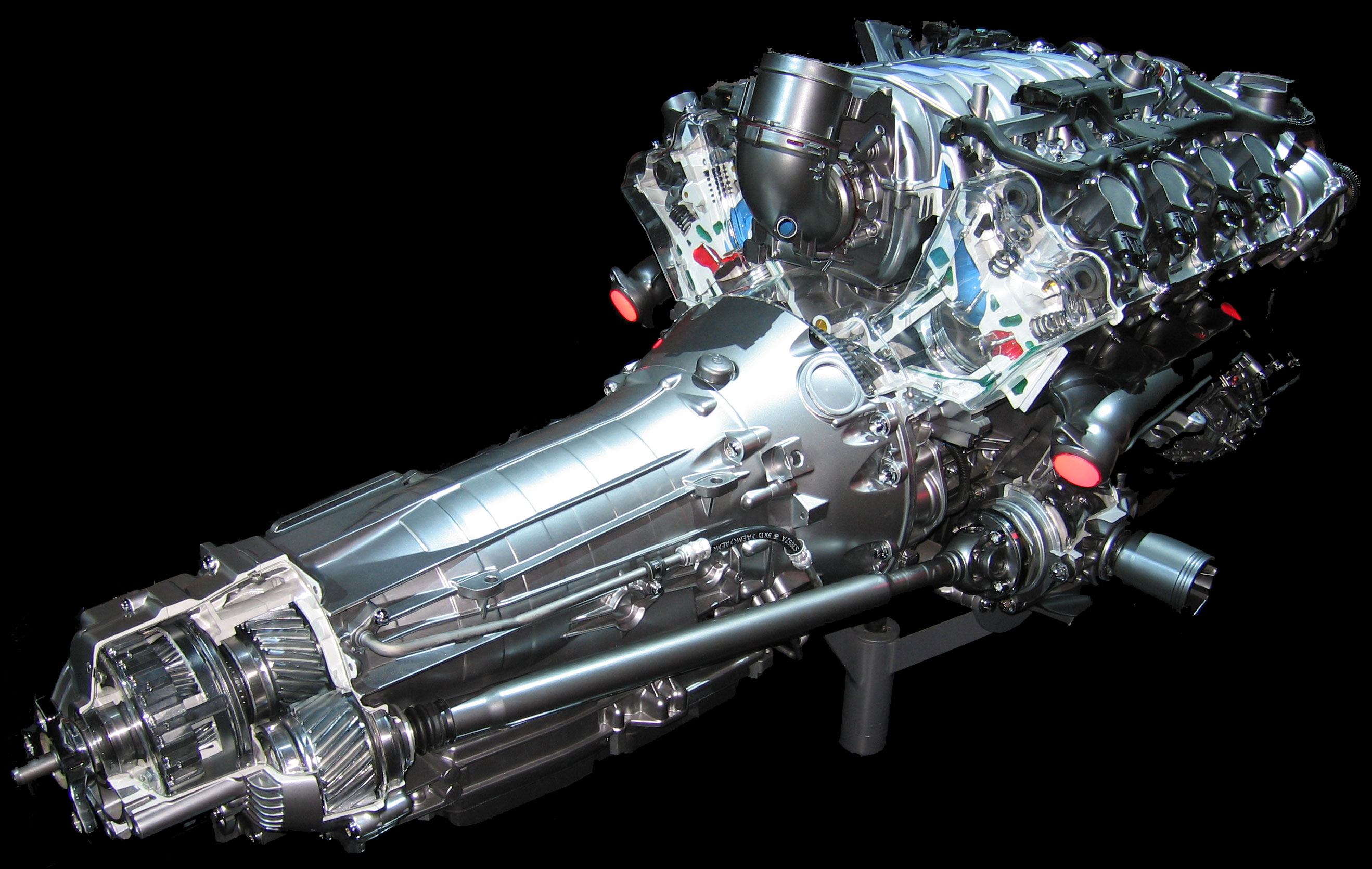
4MATIC-Getriebe an einem Motorblock

4MATIC ist eine Bezeichnung für allradgetriebene Pkw- und Transporter-Modelle von Mercedes-Benz.

## Bezeichnung 4MATIC
Die Bezeichnung 4MATIC wurde erstmals 1985 für die Allradmodelle der Baureihe W 124 verwendet. MATIC bedeutete damals im Vergleich zu den üblichen permanenten oder manuell zuschaltbaren Allradantrieben, dass die nicht dauerhaft angetriebene Achse bei Bedarf automatisch zugeschaltet wird. Dies wird durch eine  Elektronik gesteuert, die verschiedene Fahrsituationen und Zustände auswertet.
Das damalige G-Modell mit serienmäßigem (manuell zuschaltbarem) Allradantrieb trug demnach die Bezeichnung 4MATIC nicht.
Für die Entwicklung der Allradantriebssysteme der meisten Pkw-Modelle von Mercedes-Benz war das österreichische Unternehmen Magna Steyr zuständig.
Der Allradantrieb ist in der C- und E-Klasse All-Terrain (X 206, X 213 und X 214), im GLC (Baureihen 253 und 254), GLE-Coupé (Baureihen 292 und 167), GL/S (Baureihen 166 und 167) und der G-Klasse serienmäßig. Gegen Aufpreis ist allerdings in fast jeder Modellreihe Allradantrieb verfügbar, ausgenommen sind die Roadster SLK/SLC, SL, SLR McLaren, der AMG GT (C/R 190) und der AMG One sowie die T-Klasse (W 420).

## Aktuelle Ausführungen

### Torque-on-Demand
In dieser bei Mercedes-Kompaktwagen angewendete 4MATIC-Version, wird überschüssiges Drehmoment von den Vorderrädern bedarfsgerecht an die Hinterachse weitergeleitet. Siehe auch Kupplungsgesteuerter Allradantrieb.
Eine Besonderheit bilden Fahrzeuge der Baureihe GLE und GLS, hier sind die Sechszylinder-Motoren und der Plug-in-Hybrid mit einem vollvariablen Torque-on-Demand System gekoppelt. Dieses kann das Drehmoment von 0 % bis 100 % zwischen Vorder- und Hinterachse verteilen. Auf Wunsch kann dieses System mit einem zweistufigen Verteilergetriebe ausgestattet werden, die zusätzliche Stufe stellt dann eine Geländeuntersetzung mit einer Übersetzung von i=2,93 zur Verfügung.

### Permanenter Allradantrieb
Bei diesem System verfügt das Fahrzeug über eine feste Drehmomentverteilung von 45:55. Dies bedeutet das die Vorderachse immer 45 % und die Hinterachse 55 % des vom Motor abgegebenen Drehmomentes erhält. Diese feste Verteilung soll laut Mercedes-Benz für eine bessere Fahrstabilität und Traktion sorgen. Umgesetzt wird dies durch ein modulares Verteilergetriebe, welches (Stand 2021) in der V-/C-/E-/S-Klasse und dem GLC eingesetzt wird.
Im GLE und GLS mit Vierzylinder-Motoren arbeitet der permanente Allradantrieb mit einer Festverteilung von 50:50.

### Permanenter Allradantrieb im G-Modell
In der G-Klasse wird ein permanenter Allradantrieb mit einer Festverteilung von 40:60 eingesetzt. Dieser ist immer mit drei mechanischen 100 % Differenzialsperren für Vorder- und Hinterachse sowie für das Mittendifferenzial ausgestattet. Ebenfalls immer verbaut ist eine Geländeuntersetzung, welche mit 2,9:1 untersetzt ist.

### 4MATIC+
Der bei Mercedes-AMG-Fahrzeugen angebotene Allradantrieb arbeitet ebenfalls nach dem Torque-on-Demand-Prinzip, nur wird hier das Drehmoment zwischen der immer angetriebenen Hinterachse und der Vorderachse variabel verteilt. Ausgenommen davon sind die Fahrzeuge der G-Klasse und des AMG GT.
Bei Kompaktfahrzeugen wie dem AMG 45 mit 4MATIC+ steht mit dem AMG Torque Control ein Torque-Vectoring-System zur Verfügung, das das Drehmoment zwischen den beiden Hinterrädern verteilen kann.

## Ehemalige Ausführungen

### G-Modell
Im G-Modell (Baureihen W 460, W 461, W 462) war der Allradantrieb manuell zuschaltbar. Die Hinterachse wurde starr angetrieben, mit einer Klauenkupplung konnte die Vorderachse zugeschaltet werden. In schwierigen Situationen verhinderten die optionalen Klauen-Differentialsperren an Vorder- und Hinterachse das Durchdrehen einzelner Räder.
Die von 1990 bis 2018 gebauten Fahrzeuge der Baureihe W 463 erhielten anders als das Vorgängermodell (Baureihe 460) einen permanenten Allradantrieb mit drei Kegelraddifferentialgetrieben, die jeweils manuell vollständig gesperrt werden konnten.

### E-Klasse (Baureihe 124)

Der Allradantrieb 4MATIC im Mercedes-Benz W 124
1: Motor
2: Kupplung
3: Zentraldifferential

Beim aufwändigen Allradantriebssystem der Baureihe 124 wurden im Standardbetrieb ausschließlich die Hinterräder angetrieben. Falls notwendig, wurde von der elektronischen Steuerung automatisch der Vorderradantrieb zugeschaltet, die Kraftverteilung (33 % Vorderachse, 67 % Hinterachse) und den Drehzahlausgleich übernahm dann ein als Stirnrad-Planetengetriebe ausgeführtes Zentraldifferential. In zwei weiteren Stufen wurden, falls notwendig, das Differential der Hinterachse und das Zentraldifferential gesperrt.
Betriebsarten:
- Hinterradantrieb: Kupplung der Antriebswelle zur Vorderachse geöffnet, Überbrückungskupplung des Zentraldifferentials geschlossen
- Allradantrieb: Kupplung der Antriebswelle zur Vorderachse geschlossen, Überbrückungskupplung des Zentraldifferentials geöffnet
- Allradantrieb mit Längssperre: Beide Kupplungen geschlossen
- Allradantrieb mit Längs- und Quersperre an Hinterachse: Beide Kupplungen geschlossen und zusätzlich Hinterachsdifferential gesperrt

### Restliche Modelle

Der permanente Allradantrieb
1: Motor
2: Zentraldifferential

Der direkte Nachfolger der Baureihe 124, die Baureihe 210, erhielt einen permanenten Allradantrieb (Momentaufteilung 35:65 zugunsten der Hinterachse). Die Differentialsperren werden durch elektronisch gesteuerte Bremseingriffe der Antriebsschlupfregelung 4ETS ersetzt. Dreht ein Rad durch, betätigt das System an diesem Rad die Bremse, so dass die anderen Räder Kraft auf die Straße übertragen können.
Das Konzept des permanenten Allradantriebs mit drei offenen Differentialen und elektronischer Schlupfregelung wurde auch in allen nachfolgenden allradgetriebenen Modellen angewendet. Im Allradantrieb der S-Klasse (Baureihe 221) ist das Längsdifferential zusätzlich mit einer Festwertsperre versehen, die bis zu einem Grenzwert von 50 Nm Vorder- und Hinterachse koppelt.
Bei den Geländewagen sind teilweise zusätzlich noch (zum Teil gegen Aufpreis) Differentialsperren eingebaut.

## Übersicht der Mercedes-Benz-Pkw mit Allradantrieb
| Bauzeitraum | Fahrzeug                     | Baureihe            | Allradantrieb Serie/Option   | Allradart                                                        | Differentialsperren                                                                | elektronische Antriebsschlupfregelung | Untersetzung               |
| ----------- | ---------------------------- | ------------------- | ---------------------------- | ---------------------------------------------------------------- | ---------------------------------------------------------------------------------- | ------------------------------------- | -------------------------- |
| 1980–2001   | G-Modell                     | W 460, W 461, W 462 | Serie                        | zuschaltbarer Allradantrieb                                      | optionale Klauensperren in Vorder- und Hinterachse                                 |                                       | ja                         |
| 1987–1996   | E-Klasse                     | W/S 124             | Option                       | zuschaltender/permanenter Allradantrieb                          | Lamellensperre des Mittel- und Hinterachsdifferentials                             |                                       |                            |
| seit 1990   | G-Klasse                     | W 463, W 464, W 465 | Serie                        | permanenter Allradantrieb                                        | Klauensperren an allen drei Differentialen                                         | ja, ab 2001                           | ja                         |
| 1997–2003   | E-Klasse                     | W/S 210             | Option                       | permanenter Allradantrieb                                        |                                                                                    | ja                                    |                            |
| 1997–2005   | M-Klasse                     | W 163               | Serie                        | permanenter Allradantrieb                                        |                                                                                    | ja                                    | ja                         |
| 1998–2005   | S-Klasse                     | W/V 220             | Option                       | permanenter Allradantrieb                                        |                                                                                    | ja                                    |                            |
| 2002–2007   | C-Klasse                     | W/S 203             | Option                       | permanenter Allradantrieb                                        |                                                                                    | ja                                    |                            |
| 2003–2009   | E-Klasse                     | W/S 211             | Option                       | permanenter Allradantrieb                                        |                                                                                    | ja                                    |                            |
| 2003–2014   | Viano                        | W/V 639             | Option                       | permanenter Allradantrieb                                        |                                                                                    | ja                                    |                            |
| 2005–2011   | M-Klasse                     | W 164               | Serie                        | permanenter Allradantrieb                                        | optional („Offroad-Paket“) Lamellensperren des Mittel- und Hinterachsdifferentials | ja                                    | optional („Offroad-Paket“) |
| 2005–2013   | S-Klasse                     | W/V 221             | Option                       | permanenter Allradantrieb                                        | 50 Nm Festwert-Sperre im Längsdifferential                                         | ja                                    |                            |
| 2005–2017   | R-Klasse                     | W/V 251             | Option                       | permanenter Allradantrieb                                        |                                                                                    | ja                                    |                            |
| 2006–2012   | GL-Klasse                    | X 164               | Serie                        | permanenter Allradantrieb                                        | Lamellensperre an Mittel- und Hinterachsdifferential                               | ja                                    | ja                         |
| 2006–2013   | CL-Klasse                    | C 216               | Option                       | permanenter Allradantrieb                                        | 50 Nm Festwert-Sperre im Längsdifferential                                         | ja                                    |                            |
| 2006–2014   | Viano                        | W/V 639             | Option                       | permanenter Allradantrieb                                        |                                                                                    | ja                                    |                            |
| 2007–2014   | C-Klasse                     | W/S/C 204           | Option                       | permanenter Allradantrieb                                        | 50 Nm Festwert-Sperre im Längsdifferential                                         | ja                                    |                            |
| 2008–2015   | GLK-Klasse                   | X 204               | Option                       | permanenter Allradantrieb                                        | 50 Nm Festwert-Sperre im Längsdifferential                                         | ja                                    |                            |
| 2009–2016   | E-Klasse                     | W/S 212             | Option                       | permanenter Allradantrieb                                        | 50 Nm Festwert-Sperre im Längsdifferential                                         | ja                                    |                            |
| 2009–2017   | E-Klasse Coupé/Cabriolet     | C/A 207             | Option                       | permanenter Allradantrieb                                        |                                                                                    | ja                                    |                            |
| 2011–2017   | CLS-Klasse                   | C/X 218             | Option                       | permanenter Allradantrieb                                        | 50 Nm Festwert-Sperre im Längsdifferential                                         | ja                                    |                            |
| 2011–2018   | B-Klasse                     | W 246               | Option                       | permanenter Allradantrieb                                        |                                                                                    | ja                                    |                            |
| 2011–2018   | ML/GLE                       | W 166               | Serie außer GLE 350          | permanenter Allradantrieb                                        | optional („Offroad-Paket“) Lamellensperren des Mitteldifferentials                 | ja                                    | optional („Offroad-Paket“) |
| 2012–2018   | A-Klasse                     | W 176               | Option                       | permanenter Allradantrieb                                        |                                                                                    | ja                                    |                            |
| 2012–2019   | GL/GLS                       | X 166               | Serie                        | permanenter Allradantrieb                                        |                                                                                    | ja                                    |                            |
| 2013–2014   | SLS AMG Coupé Electric Drive | C 197               | Serie                        | permanenter Allradantrieb                                        |                                                                                    | ja                                    |                            |
| 2013–2019   | CLA-Klasse                   | C/X 117             | Option                       | permanenter Allradantrieb                                        |                                                                                    | ja                                    |                            |
| 2013–2020   | S-Klasse                     | W/V/X/VV 222        | Option                       | permanenter Allradantrieb                                        |                                                                                    | ja                                    |                            |
| 2013–2020   | GLA                          | X 156               | Option                       | permanenter Allradantrieb                                        |                                                                                    | ja                                    |                            |
| 2014–2020   | S-Klasse Coupé/Cabriolet     | 217                 | Option                       | permanenter Allradantrieb                                        |                                                                                    | ja                                    |                            |
| 2014–2023   | C-Klasse                     | W/S/C/A 205         | Option                       | permanenter Allradantrieb                                        |                                                                                    | ja                                    |                            |
| seit 2014   | V-Klasse                     | W 447               | Option                       | permanenter Allradantrieb                                        |                                                                                    | ja                                    |                            |
| 2015–2019   | GLE Coupé                    | C 292               | Serie                        | permanenter Allradantrieb                                        |                                                                                    | ja                                    |                            |
| 2015–2022   | GLC                          | X 253               | Serie                        | permanenter Allradantrieb                                        |                                                                                    | ja                                    |                            |
| 2016–2023   | E-Klasse                     | W/S/X 213           | Option bzw. Serie beim X 213 | permanenter Allradantrieb                                        |                                                                                    | ja                                    |                            |
| 2016–2023   | E-Klasse Coupé/Cabriolet     | C/A 238             | Option                       | permanenter Allradantrieb                                        |                                                                                    | ja                                    |                            |
| 2016–2023   | GLC Coupé                    | C 253               | Serie                        | permanenter Allradantrieb                                        |                                                                                    | ja                                    |                            |
| 2017–2020   | X-Klasse                     | X 470               | Option                       | permanenter Allradantrieb                                        |                                                                                    | ja                                    |                            |
| 2018–2023   | CLS-Klasse                   | C 257               | Option                       | permanenter Allradantrieb 45/55 bzw. vollvariabler Allradantrieb |                                                                                    | ja                                    |                            |
| seit 2018   | A-Klasse                     | W 177               | Option                       | permanenter Allradantrieb                                        |                                                                                    | ja                                    |                            |
| seit 2018   | B-Klasse                     | W 247               | Option                       | permanenter Allradantrieb                                        |                                                                                    | ja                                    |                            |
| seit 2018   | GLE                          | V 167               | Serie außer GLE 350          | permanenter Allradantrieb                                        |                                                                                    | ja                                    |                            |
| 2019–2025   | CLA-Klasse                   | C/X 118             | Option                       | permanenter Allradantrieb                                        |                                                                                    | ja                                    |                            |
| seit 2019   | GLB                          | X 247               | Option                       | permanenter Allradantrieb                                        |                                                                                    | ja                                    |                            |
| seit 2019   | GLE Coupé                    | C 167               | Serie                        | permanenter Allradantrieb                                        |                                                                                    | ja                                    |                            |
| seit 2019   | GLS                          | X 167               | Serie                        | permanenter Allradantrieb                                        |                                                                                    | ja                                    |                            |
| seit 2020   | GLA                          | H 247               | Option                       | permanenter Allradantrieb                                        |                                                                                    | ja                                    |                            |
| seit 2020   | S-Klasse                     | W/V/Z 223           | Option                       | permanenter Allradantrieb                                        |                                                                                    | ja                                    |                            |
| seit 2021   | C-Klasse                     | W/S/X 206           | Option bzw. Serie beim X 206 | permanenter Allradantrieb                                        |                                                                                    | ja                                    |                            |
| seit 2022   | GLC                          | X 254               | Serie                        | permanenter Allradantrieb                                        |                                                                                    | ja                                    |                            |
| seit 2023   | CLE-Klasse                   | C/A 236             | Option                       | permanenter Allradantrieb                                        |                                                                                    | ja                                    |                            |
| seit 2023   | E-Klasse                     | W/S/X 214           | Option bzw. Serie beim X 214 | permanenter Allradantrieb                                        |                                                                                    | ja                                    |                            |
| seit 2023   | GLC Coupé                    | C 254               | Serie                        | permanenter Allradantrieb                                        |                                                                                    | ja                                    |                            |
| seit 2023   | AMG GT                       | C 192               | Serie außer GT 43            | permanenter Allradantrieb                                        |                                                                                    | ja                                    |                            |
| seit 2025   | CLA-Klasse                   | C 174/178           | Serie beim CLA 350           | permanenter Allradantrieb                                        |                                                                                    | ja                                    |                            |